# DAZ Studio
Daz Studio est un logiciel de création 3D gratuit développé par DAZ 3D. Il permet d’éditer des scènes réalistes, d'appliquer des filtres graphiques et de concevoir des vidéos. Il s’appuie sur 3Delight (en) ou Iray, deux moteurs de rendu intégrés. Le logiciel comporte de nombreuses fonctionnalités qui facilitent la pose de personnages et la gestion de la scène. Le marché en ligne propose des contenus officiels ou proposés par des artistes 3D que les utilisateurs peuvent acheter pour composer leurs scènes et accélérer leurs processus créatif. C’est le business model de Daz3D et le plus grand atout de l’outil, qui ne requiert aucune connaissance en 3D préalable.
Daz Studio prend en charge l’import et l’export de nombreux formats de fichiers d'objets et d'animations 3D. Ce qui permet d’inclure des contenus d’autres solutions 3D dans le logiciel ainsi que la possibilité de retravailler son contenu Daz Studio dans une autre application 3D.
Le logiciel est gratuit mais il faut s'inscrire sur le site officiel pour le télécharger. La version 1.0 est sortie en automne 2005. Avant la version 1.7, l'outil se nommait  DAZ|Studio. Le 1er février 2012, DAZ 3D Inc. annonce que désormais Daz Studio Pro sera gratuit.
En 2017, Daz 3D propose Hexagon gratuitement tout en ajoutant des possibilités de modélisation dans Daz Studio.

## Technologie de création de modèle humains Genesis
L'une des principales différences entre Daz Studio et d'autres logiciels concurrents, tels que Poser, est que Daz 3D prend également en charge, avec ses différentes générations, la technologie Genesis, qui est utilisée comme base pour ses modèles humains.
Daz 3D a sorti de nombreuses versions de ses personnages humains, mais en 2011, l'entreprise lance un changement important dans la technologie sous-jacente. Au lieu que chaque personnage soit conçu individuellement, Daz 3D crée la plate-forme Genesis, dans laquelle les modèles sont dérivés sous forme de morphes à partir d'un maillage de base. Cette technologie présente deux différences principales : la possibilité de mélanger des modèles dans une très grande variété de formes et, étant donné que ces formes sont toutes dérivées, un contenu additionnel commun comme des vêtements, des cheveux et d'autres morphs qui peuvent être appliqués non seulement sur tous les personnages, mais également faire des mélanges entre eux
La plate-forme Genesis connait plusieurs versions depuis son lancement en 2011 :

### Genesis 2
L’un des inconvénients de la plate-forme Genesis est que, même si elle permet une très grande souplesse dans la forme des personnages et des vêtements, elle atténue également certains des éléments qui rendent un modèle masculin ou féminin unique. Genesis 2, sorti en 2013.

### Genesis 3
Avant Genesis 3, les modèles utilisaient TriAx Weight Maps, là où de nombreuses autres plates-formes concurrentes utilisaient le double quaternion (en). Cela change avec Genesis 3, sorti en 2015, et qui permet aux modèles 3D de Daz d’être davantage compatibles avec d’autres plates-formes logicielles 3D ainsi que des plates-formes de développement de jeux.

### Genesis 8
Le saut de nom de Genesis 3 à Genesis 8 a pour but de dissiper toute confusion dans les conventions de dénomination. Bien que Genesis en soit à sa quatrième version, la plupart des modèles 3D phares de Daz 3D en sont maintenant à leur huitième version. Afin d'éviter toute confusion entre Victoria 8 et Michael 8, personnages de Genesis 4, Daz 3D change le contrôle de version de Genesis afin de l'adapter aux versions des personnages.
Genesis 8 inclut également des modifications significatives dans la compatibilité avec les générations précédentes et leur contenu, ainsi que des courbures musculaires et articulaires et des expressions du visage.

## Histoire et aperçu
DAZ Studio est conçu pour permettre aux utilisateurs de manipuler des modèles et des personnages « prêts à l'emploi » ainsi que d'autres contenus 3D additionnels. Il est destiné aux utilisateurs souhaitant effectuer des poses de modèles humains et non humains à des fins d'illustration ou d'animation. Il a été créé pour remplacer Poser, le logiciel leader du secteur utilisé pour la manipulation et le rendu des personnages. Daz 3D lance son modèle commercial en vendant des modèles 3D d'êtres humains (et quelques non-humains), et en distribuant gratuitement quelques-uns des modèles de base les plus populaires, ainsi que des vêtements et des accessoires, tous ces modèles étant à l'origine construits pour être utilisés dans Poser. Daz crée finalement son propre logiciel de manipulation de personnage et choisit de le distribuer gratuitement (à l'origine, uniquement la version professionnelle mais maintenant également la version de base). Initialement, Daz Studio gère les mêmes formats de fichiers que Poser, mais Daz introduit finalement des formats de personnages et de fichiers spécifiques à Daz Studio (bien que l'entreprise ait également introduit son importateur de fichiers DSON pour permettre d'importer les personnages de Daz Studio dans Poser).
DAZ 3D suit le business model « lame et rasoir » : DAZ Studio est le « rasoir », le programme principal gratuit proposant les fonctionnalités nécessaires à la création d'images et d'animations, tout en reléguant d'autres fonctionnalités aux plugins complémentaires, les « lames », généralement commerciaux, que l'utilisateur peut ajouter. Au départ, il est possible de créer facilement un nouveau contenu dans un autre logiciel DAZ, Carrara. En 2017, Daz 3D commence à proposer un autre de ses logiciels, Hexagon, et le distribue en duo avec DAZ Studio.
En octobre 2017, Daz Studio ajoute les fonctionnalités de dForce à l'offre gratuite. dForce est un moteur physique utilisé par Daz Studio pour simuler le mouvement de vêtements du fait de la gravité, du vent ou des collisions avec d'autres objets.